# Reachin' Back
Reachin' Back è il quarto album in studio della cantante statunitense Regina Belle, pubblicato nel 1995.

## Tracce
1. Reachin' Back (Intro)
2. Could It Be I'm Falling in Love
3. Love T.K.O.
4. You Make Me Feel Brand New
5. Hurry Up This Way Again
6. The Whole Town's Laughing at Me
7. You Are Everything
8. Let Me Make Love to You
9. I'll Be Around
10. Just Don't Want to Be Lonely
11. Didn't I (Blow Your Mind This Time)